# Imerzija (matematika)
Imerzija (tudi pogreznjenost ali potopitev) je preslikava {\displaystyle f:X\to Y} enega topološkega prostora v drugega. To je diferenciabilna preslikava med diferenciabilnimi mnogoterostmi katerih odvod je povsod injektiven.
Lahko tudi rečemo, da je {\displaystyle f\,} imerzija, če je rang enak razsežnosti {\displaystyle M\,}. To lahko zapišemo kot 
{\displaystyle \operatorname {rank} \,f=\dim M.}
Ni potrebno, da je preslikava {\displaystyle f\,} injektivna, ampak samo njen odvod. 
Soroden pojem je vložitev. Gladka vložitev je injektivna vložitev {\displaystyle f:M\to N\,}, ki je tudi topološka vložitev, tako, da je {\displaystyle M\,} difeomorfen svoji sliki v {\displaystyle N\,}. Imerzija je lokalna vložitev, kar pomeni, da za kakršnokoli točko {\displaystyle x\epsilon M\,} obstoja okolica tako, da je {\displaystyle U\subset M\,} za x in, da je {\displaystyle f:U\to N\,} vložitev ter obratno, da je lokalna vložitev imerzija. 
Če je {\displaystyle M\,} kompakten, je injektivna imerzija vložitev. Kadar pa {\displaystyle M\,} ni kompakten, injektivna imerzija ni vložitev. 

## Zgledi
- Kleinova steklenica in vse ostale neorientabilne zaprte ploskve so imerzija v trirazsežnem prostoru, ne moremo jih pa vanj potopiti.
- Krivulja roža, ki ima {\displaystyle k} cvetnih listov je imerzija krožnice v ravnini s samo eno točko k-terice.
- Boyjeva ploskev je imerzija realne projektivne ravnine v trirazsežnem prostoru,
- Morinova ploskev je imerzija sfere

- Boyjeva ploskev
- Morinova ploskev